# Avon Products
Avon Products, Inc, gọi tắt là Avon, là một nhà sản xuất quốc tế của Hoa Kỳ và công ty kinh doanh đa cấp bán các sản phẩm chăm sóc sắc đẹp, gia đình và chăm sóc cá nhân. Avon đạt doanh thu 5.57 tỷ USD trên toàn thế giới vào năm 2019.
Đây là công ty làm đẹp lớn thứ năm với 6,4 triệu tư vấn viên và là doanh nghiệp kinh doanh đa cấp lớn thứ hai trên thế giới (sau Amway). Giám đốc điều hành của công ty là Angela Cretu, giữ chức này từ tháng 1 năm 2020. Cựu giám đốc điều hành, Andrea Jung, đã trở thành chủ tịch điều hành của hội đồng quản trị. Gần đây, Avon đã phải vật lộn với doanh thu toàn cầu giảm trong năm năm liên tiếp và doanh thu tại Bắc Mỹ giảm 18% trong năm 2014.
Năm 2016, Avon hoàn thành việc bán phần còn lại của doanh nghiệp này trong nước Mỹ. Tất cả các hoạt động của công ty là ở bên ngoài Hoa Kỳ. Trong kế hoạch ba năm, Avon cũng sẽ chuyển trụ sở chính sang Anh Quốc.

## Lịch sử

### David H. McConnell

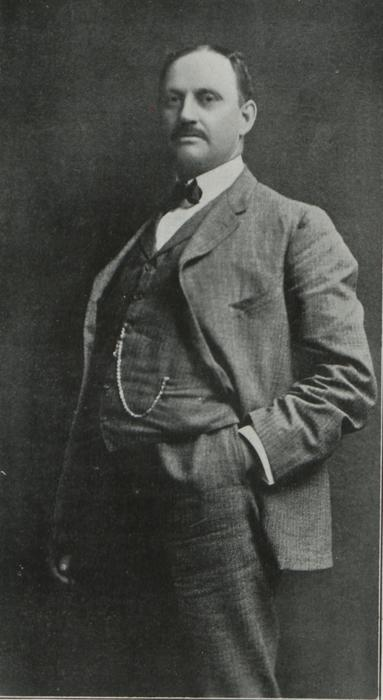
Nhà sáng lập David McConnell ảnh chụp năm 1905

David H. McConnell là một người bán hàng đến đã chật vật đến từng nhà bán sách cho những gia đình ở New York. Tháng 9 năm 1886, ông quyết định bán nước hoa chứ không phải sách. Ông bắt đầu lĩnh vực kinh doanh mới tại một văn phòng nhỏ ở 126 Chambers Street, Manhattan, New York. McConnell đổi tên công ty vào năm 1892 khi đối tác kinh doanh của ông đề nghị gọi nó là "Công ty Nước hoa California". Đối tác kinh doanh của ông sống ở California vào thời điểm đó và gợi ý tên vì sự phong phú của hoa ở California.
Năm 1894, Alexander D. Henderson, Phó Chủ tịch và Thủ quỹ, đã tham gia vào công ty và giúp định hình chính sách và hỗ trợ tăng trưởng. Vào ngày 16 tháng 6 năm 1909, McConnell và Henderson ký một thỏa thuận của Tổng công ty cho Công ty Nước hoa California ở bang New Jersey. Vào ngày 28 tháng 1 năm 1916, Công ty Nước hoa California được thành lập ở bang New York. McConnell, Henderson và William Scheele được ghi vào danh sách viên chức công ty.

### Thương hiệu Avon ban đầu
Công ty Nước hoa California của New York nộp đơn đăng ký thương hiệu đầu tiên cho Avon vào ngày 3 tháng 6 năm 1932 với USPTO. Phần lớn mô tả về hàng hoá và dịch vụ được cung cấp cho USPTO bao gồm "nước hoa, nước vệ sinh, phấn phủ và phấn má hồng đóng hộp, son môi" và các sản phẩm vệ sinh khác. Tên thương hiệu Avon sử dụng lần đầu tiên và sử dụng thương mại bởi Công ty Nước hoa California là vào ngày 1 tháng 9 năm 1929. Đăng ký được cấp vào ngày 30 tháng 8 năm 1932.

### Phát triển quốc tế
Avon bán sản phẩm tại hơn 100 quốc gia. Brazil là thị trường lớn nhất của công ty, vượt Hoa Kỳ trong năm 2010. Avon bước vào thị trường Trung Quốc vào năm 1990. Bán hàng trực tiếp đã bị cấm ở Trung Quốc năm 1998, buộc Avon phải bán chỉ thông qua các cửa hàng thực tế gọi là Beauty Boutiques. Lệnh cấm đã được dỡ bỏ vào năm 2001 và công ty đã nhận được giấy phép bán hàng trực tiếp vào năm 2006.
88% doanh thu năm 2013 của Avon (khoảng 10 tỷ đô la) đến từ các thị trường nước ngoài.

### Sáp nhập và mua lại
Avon đã mua Silpada, một doanh nghiệp bán trực tiếp đồ trang sức bạc, trong năm 2010 với giá 650 triệu USD. Vào tháng 5 năm 2012, công ty nước hoa Coty, Inc. đã chào bán 24,75 đô la cho Avon, cao hơn 20% so với giá cổ phiếu Avon vào thời điểm đó. Trong khi Fox Business Network báo cáo rằng Avon đã trì hoãn tiến trình này và Coty đã rút lại đề xuất của mình, báo cáo trước đó cho biết Avon đã bác bỏ hồ sơ dự thầu, "vào thời điểm đó, hội đồng kết luận và vẫn tin rằng, chỉ dẫn về sự quan tâm của Coty là có cơ hội và không vì lợi ích cao nhất của cổ đông Avon."
Vào tháng 3 năm 2016, Cerberus Capital Management đã trả 435 triệu đô la tiền mặt cho cổ phiếu ưa thích của Avon Products. Động thái này là kết luận thỏa thuận bắt đầu vào tháng 12 năm 2015, khi Avon bán 80,1% trong số đó là thương mại Bắc Mỹ cho Cerberus với giá 170 triệu đô la. Tổng giá trị thỏa thuận là 605 triệu. Đầu tư dẫn đến Cerberus có gần 17% cổ phần của Avon Products.

### Avon Pháp
Vào ngày 14 tháng 10 năm 2013, Avon đã thông báo đóng cửa chi nhánh tại Paris, Pháp vào cuối tháng đó. Đại diện tại Pháp bị cáo buộc giam giữ công nhân trong bóng tối nhiều tháng và không hành động phù hợp với lời tuyên bố công khai giá trị của công ty để trở thành công ty có trách nhiệm với xã hội; duy trì các giá trị tin cậy, tôn trọng và toàn vẹn; và một nền văn hoá "truyền thông cởi mở và thẳng thắn". Tính đến tháng 1 năm 2014, Avon Pháp đã bắt đầu quản chế.

## Mô hình kinh doanh

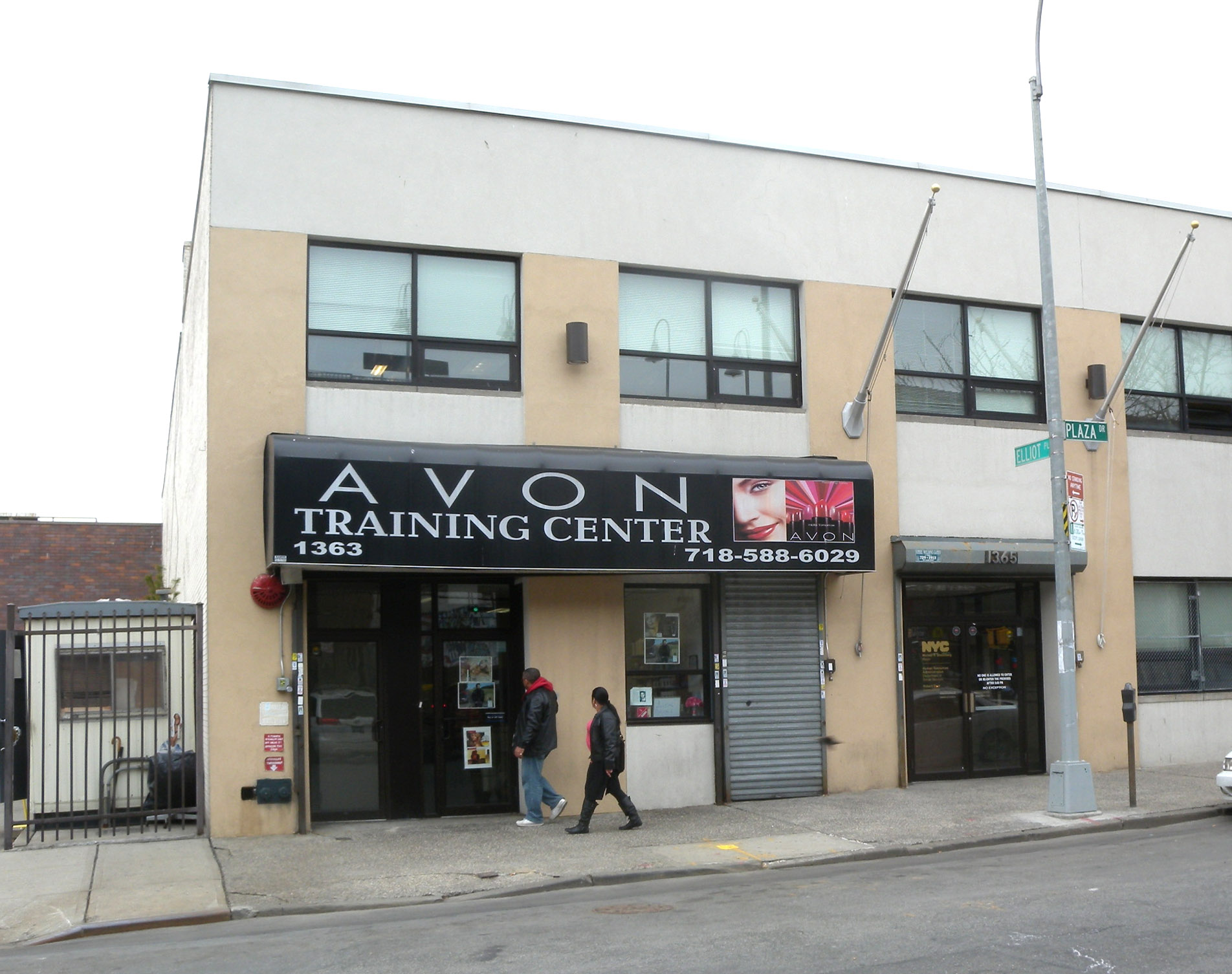
Trung tâm đào tạo Avon ở the Bronx

Avon sử dụng cả những người bán hàng trực tiếp (chủ yếu là các "quý cô Avon", cũng như một số nam giới) và sách mỏng quảng cáo sản phẩm của mình. Quý cô Avon đầu tiên là Persis Foster Eames Albee. Avon tổ chức các trung tâm đào tạo cho các đại diện tiềm năng. Một số trung tâm đào tạo của Avon có một khu bán lẻ nhỏ với các sản phẩm chăm sóc da, chẳng hạn như kem, serum, trang điểm và rửa. Avon sử dụng tiếp thị đa cấp để tuyển dụng đại diện bán hàng, người bán các sản phẩm làm đẹp, đồ trang sức, phụ kiện và quần áo.
Đại diện của Avon được xem là đại diện bán hàng độc lập điều hành công tác kinh doanh của chính mình. Một số thương hiệu được công ty sử dụng bao gồm Avon, Avon Naturals, Skin-So-Soft và Mark. Theo chính phủ Hoa Kỳ, Avon có từ 5 đến 6 triệu nhân viên bán hàng hoạt động tại hơn 100 quốc gia vào năm 2014. Avon và các công ty con có từ 40.000 đến 50.000 nhân viên, trong đó có 6.000 trong số đó ở Hoa Kỳ.
Avon là thành viên ban đầu của Hiệp hội Bán hàng trực tiếp của Hoa Kỳ, được thành lập vào năm 1910. Công ty đã rời khỏi hiệp hội vào năm 2014, nói rằng nhóm thương mại không quan tâm đến ngành công nghiệp nói chung.

### Đại sứ sắc đẹp danh tiếng
Mỹ phẩm Mark. thương hiệu thời trang và làm đẹp Avon, đã có nhiều đại sứ danh tiếng trong suốt quá trình phát triển vào năm 2003. Các đại sứ đáng chú ý bao gồm Lauren Conrad, Ashley Greene và hiện tại là Lucy Hale.

### Đại diện trực tiếp

#### Avon Repfest
Avon tổ chức cuộc thi Repfest hàng năm, một sự kiện kéo dài 3 ngày dành cho tất cả các đại diện với mức phí. Repfest là cơ hội để truyền cảm hứng cho các đại diện trên khắp đất nước bằng cách cho họ cơ hội kết nối và tham gia hội thảo đào tạo về xây dựng thương mại. Tháng 8 năm 2016, Repfest được tổ chức tại trung tâm hội nghị Sòng bạc & Khách sạn MGM Grand ở Las Vegas, NV. Vào tháng 8 năm 2017, nó sẽ được tổ chức tại Trung tâm Nghỉ mát & Hội nghị Gaylord Opryland ở Nashville, TN.

## Quỹ tài trợ Avon
Ngoài hoạt động sản xuất, tập đoàn Avon cũng tham gia vào các hoạt động từ thiện. Quỹ tài trợ Avon dành cho phụ nữ được mô tả như một tổ chức từ thiện lớn nhất dành cho mục đích chung của phụ nữ trên toàn cầu. Quỹ tài trợ Avon trao học bổng cho đại diện Avon và các thành viên trong họ. Avon thành lập Quỹ tài trợ Avon dành cho phụ nữ với khoản tài trợ đầu tiên, học bổng trị giá 400 đô la, vào năm 1955.
Ngoài ra, chương trình Speak Out Against Domestic Violence của công ty nhằm mục đích giảm bạo lực gia đình. Đến năm 2012, Quỹ Từ thiện Toàn cầu của Avon, dẫn đầu bởi Quỹ tài trợ Avon, báo cáo rằng đã hiến tặng hơn 910 triệu đô la tại hơn 50 quốc gia.

### Ung thư vú
Vào đầu những năm 1990, Avon cũng bắt đầu tài trợ cho nghiên cứu và chăm sóc bệnh ung thư vú, thông qua Chiến dịch Avon đành cho bệnh Ung thư vú và Chuyến đi bộ Avon dành cho bệnh Ung thư vú, một loạt các hoạt động đi bộ nhân đạo tại Hoa Kỳ. Trước năm 2003, Chuyến đi bộ là một hoạt động của Pallotta Teamworks, với Avon là bên hưởng lợi. Từ năm 2003, tổ chức từ thiện báo cáo rằng hơn 180.000 người tham gia Chuyến đi bộ, gây quỹ 472 triệu đô la nhờ hoạt động này.

## Phát biểu
Vào ngày 14 tháng 9 năm 2000, Avon trình bày lại các báo cáo tài chính để phản ánh khoản nợ bổ sung vào ngày 31 tháng 3 năm 1999 của tất cả giá trị hàng hóa được thuê, liên quan đến dự án FIRST tính đến ngày đó và khoản hoàn nhập thù lao trong quý III năm 2001.
Năm 2001, Avon thông qua các điều khoản mới và kết quả là tất cả thời kỳ trước được điều chỉnh lại để phản ánh phí vận chuyển và xử lý.

## Tranh luận

### Khoản phí tham nhũng của Trung Quốc
Kể từ năm 2008, cách quản lý nhiều nhân viên và giám đốc điều hành của Avon đã được điều tra về những vi phạm có thể xảy ra với luật pháp, bao gồm việc hối lộ có thể xảy ra và vi phạm Đạo luật chống Tham nhũng Nước ngoài.
Avon đã bắt đầu một cuộc thăm dò phân nhánh Trung Quốc sau khi cáo buộc tội hối lộ vào tháng 6 năm 2008. Ít nhất bốn giám đốc điều hành, cả ở châu Á và ở Hoa Kỳ, đã bị đình chỉ trong năm 2010, và sau đó đã sa thải vì vai trò của họ trong các hoạt động được điều tra. Theo The New York Times, Avon đã chi hơn 170 triệu đô la cho lệ phí và chi phí pháp lý liên quan đến cuộc điều tra: 59 triệu năm 2009, 95 triệu năm 2010 và 22,5 triệu cho quý I năm 2011. Theo báo Times, số điểm cuối cùng có thể lên đến 250 triệu đô la, sau đó Avon sẽ báo cáo kết quả cho Bộ Tư pháp Hoa Kỳ và Ủy ban Chứng khoán và Sàn giao dịch (SEC) và cố gắng đàm phán hình phạt mà các cơ quan này có thể áp đặt. Vào ngày 24 tháng 2 năm 2011, Avon đã đệ trình một báo cáo với Ủy ban Chứng khoán và Sàn giao dịch nhấn mạnh cuộc điều tra như yếu tố rủi ro của công ty mà có thể gây thiệt hại cho nhà đầu tư.
Năm 2014, Avon đã thanh toán các khoản phí hối lộ với tổng cộng 135 triệu USD; 68 triệu USD tiền phạt hình sự, phần còn lại là lãi suất, bồi thường và tiền phạt từ một vụ kiện dân sự do SEC đưa ra.

### Thử nghiệm trên động vật
Avon tuyên thệ năm 1989 là một công ty ở Hoa Kỳ sẽ không hoạt động thử nghiệm trên động vật. Là một đại sứ của các phương pháp kiểm tra không trên động vật, Avon đang làm việc trên toàn cầu để giới thiệu các phương pháp an toàn hơn về kiểm tra mỹ phẩm không yêu cầu trên động vật. Các phương pháp này bao gồm thử nghiệm in vitro, mô phỏng máy tính và thử nghiệm mỹ phẩm cho người tình nguyện.
Mặc dù Avon không thực hiện thử nghiệm động vật các mỹ phẩm được bán tại Hoa Kỳ, một số sản phẩm đặc biệt nhất định đòi hỏi thử nghiệm rộng rãi ở các nước khác. Ở Trung Quốc, các sản phẩm đặc biệt đòi hỏi độ thử nghiệm trên động vật bao gồm nhưng không giới hạn ở: sản phẩm chống nắng, sản phẩm làm trắng/nhuộm tóc và sản phẩm nhuộm/uốn tóc/hoặc tăng trưởng. Theo luật pháp của các quốc gia khác nhau, Avon buộc phải kiểm tra những mỹ phẩm cụ thể trên động vật do luật pháp ở Trung Quốc. Luật pháp ở Trung Quốc (và các nước khác) yêu cầu các công ty phải trả tiền cho việc thử nghiệm động vật thông qua một doanh nghiệp thương mại để bán sản phẩm của họ ở nước đó. Vì Avon không phải không thử nghiệm trên động vật khắp toàn cầu, tổ chức PETA đã không đưa Avon vào danh sách phi nhân tính của họ.

### Quấy rối lao động ở Thổ Nhĩ Kỳ
Năm 2016, chi nhánh của Avon tại Thổ Nhĩ Kỳ (khu công nghiệp Gebze gần Istanbul) đã bị cáo buộc là phân biệt đối xử đối với công nhân nữ giới và công đoàn.